# 炎

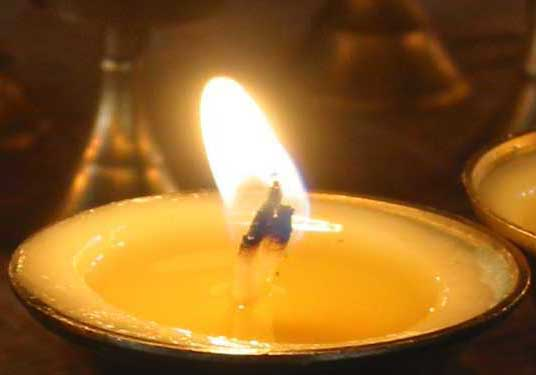
蝋燭の炎

炎（ほのお）は、火の中でも、気体が燃焼するときに見られる穂のような、光と熱を発している部分を指す。語源は火の穂（ほのほ）から由来していると言われている。

## 炎の発生
気体以外が燃焼する場合にも炎が見られることがあるが、これらも実際には、一旦可燃性の気体が生成してそれが燃焼している。例えば、石油の燃焼では、熱によって一部が気化して、それが燃焼して炎を生じる（蒸発燃焼）。木材の燃焼では、熱によって木材を構成する物質の一部が分解して、可燃性の気体を生じて、それが燃焼し、炎を生じる（分解燃焼）。

## 炎の構造

ろうそくの炎の構造。

炎の構造は、燃焼する可燃性の気体にあらかじめ酸素が混ぜられているかどうかによって異なる。
ろうそくの炎では、熱によって発生した可燃性の気体と周囲の空気中の酸素が拡散によって混合することによって燃焼している（拡散燃焼）。このような場合には、炎の外側ほど酸素の濃度が高くなり、その濃度に応じて炎は大きく分けて3つの部分に分けられる。
炎の一番外側は外炎（がいえん）と呼ばれる。ここは酸素との接触が十分であるため、酸化反応が迅速に進行して熱を発生しており、炎の中で最も高温となっている。ここに他の物質を投入すると豊富な酸素と高い温度により、酸化反応が進行するため、酸化炎（さんかえん）とも呼ばれる。外炎にはCH、C2といった反応中間体が存在しており、これらが熱によって励起されて発光している。これらは主に青の輝線スペクトルを持つ光を放射しているが、この光はあまり強くなく明るい場所では目立たない。
その内側には内炎（ないえん）と呼ばれる部分がある。ここは外側の外炎で酸素が消費されており、酸素の供給が不十分となるため、酸化反応はあまり進行せず温度が若干低い。酸素が不足しているので、ここに酸化物を投入すると、酸化物から酸素を奪う還元反応が進行する。そのため還元炎（かんげんえん）とも呼ばれる。ここでは不完全燃焼が起こっており、炭素の微粒子（すす）が発生している。この微粒子が熱放射によって主にオレンジ色をした連続スペクトルを持つ光を放射する。炎の中では一番明るく光って見える部分である。
炎の中心部は炎心（えんしん）と呼ばれており、酸素がほとんど供給されておらず、温度も低いために未反応の可燃性気体が存在している。ここは光を発していないため暗く見える。
ブンゼンバーナーの炎では、あらかじめ空気と可燃性の気体を一定の比率で混ぜて燃焼させる（予混燃焼）。このような炎では炎全体に酸素が十分に供給されるため、炎全体が拡散燃焼の外炎と同じような青い炎となり顕著な構造を持たなくなる。

## 炎の形
炎はその熱によって周囲の空気の密度を小さくし、自身の周囲に上昇気流を発生させる。この上昇気流によって炎を形成する気体が吹き流されて、炎の穂のような形が作られている。この上昇気流には燃焼の結果生成する二酸化炭素を除去し、新しい酸素を供給する働きもある。
大きい炎では乱流も発生する。
無重量状態においては上昇気流ができないため、炎は球形となり、新しい酸素が供給されにくいためにすぐに消えてしまう。

## 炎の色

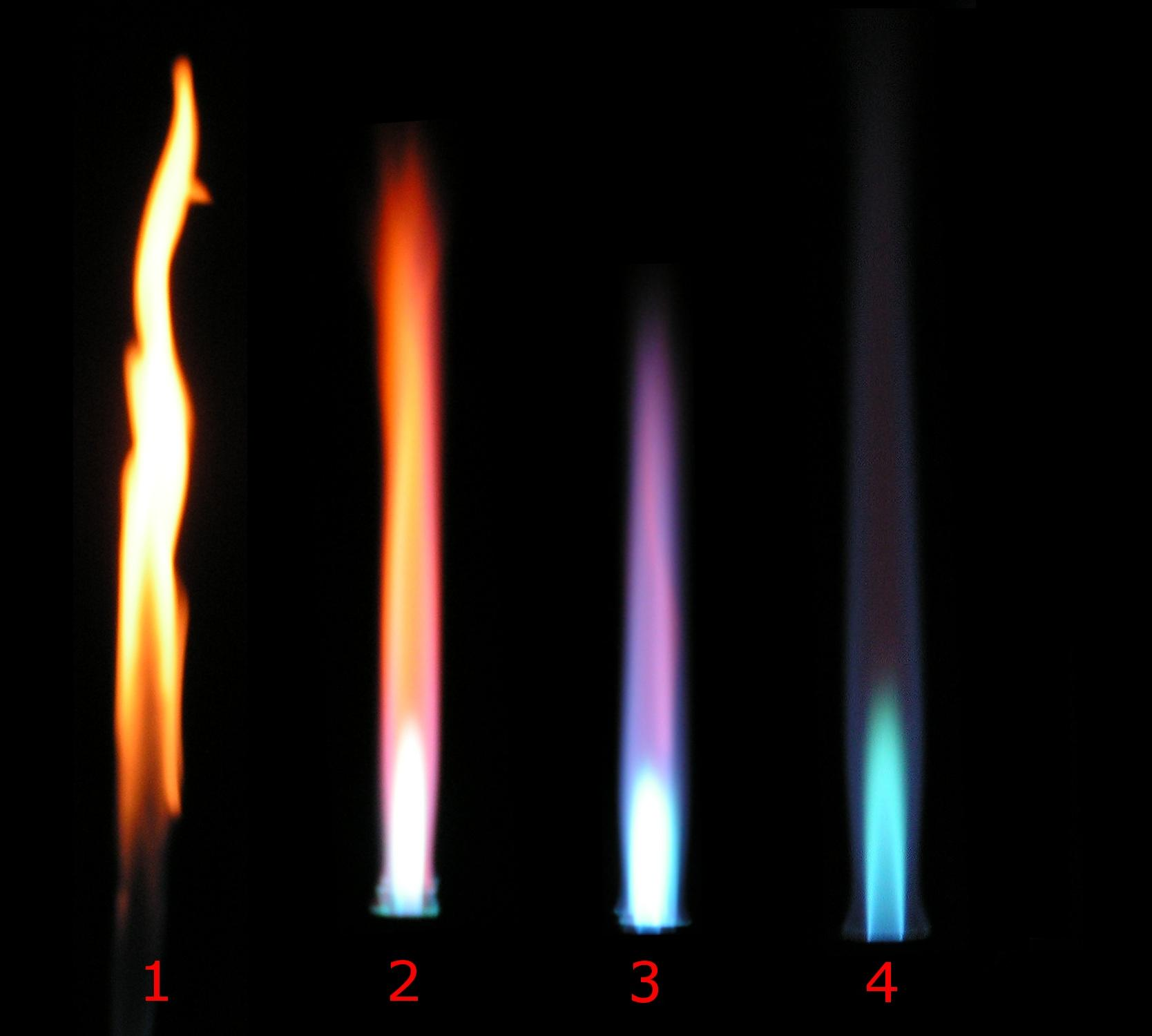
酸素供給量の違いによる色の違い。数字が大きくなるほど酸素供給量が多い。

有機物の燃焼の場合、炎の色は外炎においてはCHやC2といった物質の発光、内炎においては炭素の微粒子の発光によって決まっている。炭素含量の少なく酸素を含む有機物、例えばメタノールの燃焼においては炭素の微粒子の発生量が少ないため、内炎が目立たずに炎がほとんど見えないという特徴がある。
また、有機物以外の燃焼では炎の色が異なる。例えば水素の燃焼で生じる炎はほとんど色を持たないが、硫黄の燃焼で生じる炎は青色である。金属自身を燃焼させたり、炎の中に金属の塩（えん）を投入すると、炎の色が変化することがある。これは熱によって炎の中に金属のイオンが発生し、これが熱励起されて発光するためである。金属の種類によって色が決まっており、炎色反応と呼ばれている。これは金属の定性分析、定量分析に利用されている（フレーム発光）。

## その他
炎、特に外炎は高温で、人間の皮膚が直接触れると火傷を起こす。
炎が激しく燃える様から、身体の一部が細菌や科学的な反応によって発熱や発赤を引き起こす症状を炎症と呼ぶ。
また、強い恋愛感情や憎悪などの感情は炎に例えられることがある。